# بیعت همافران

«بیعت همافران»

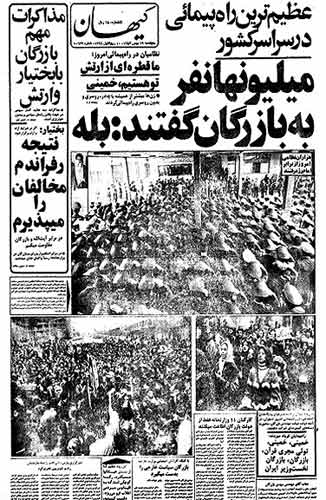
روزنامه کیهان، ۱۹ بهمن ۱۳۵۷

بیعت هُمافران، نام رویدادی در انقلاب ۱۳۵۷ است که تصویر آن توسط عبدالحسین پرتوی در تاریخ ۱۹ بهمن ۱۳۵۷ در مدرسه علوی گرفته شده‌است. این تصویر تعدادی از همافران نیروی هوایی شاهنشاهی ایران را از پشت و در حال ادای سلام نظامی به سید روح‌الله خمینی را نشان می‌دهد. این عکس روز بعد در صفحه اول روزنامه کیهان چاپ شد.
عکس فوق در مدرسه علوی واقع در خیابان ایران (خیابان عین الدوله) در تهران گرفته شد که در آن روزها اولین اقامتگاه خمینی در تهران بعد از مراجعت از تبعید در نوفل لوشاتوی فرانسه بود. این عکس از دو جنبه اهمیت دارد، نخست آن که انتشارش در آن روزها روی انقلاب اثرگذار بود و دوم این که تنها عکس‌های ثبت‌شده از این واقعه‌است. از این صحنه، حدوداً ۷–۸ فریم تصویر وجود دارد. برای این که این همافران شناسایی نشوند، عکس‌ها عمداً از پشت گرفته شده‌است تا چهره‌ها مشخص نباشد.
نسخه اصلی این عکس از سال ۱۳۸۷ در اختیار سازمان فرهنگی هنری شهرداری تهران قرار دارد و هم‌اکنون در گنجینه موزه هنرهای دینی امام علی نگهداری می‌شود.
نقش همافران در انقلاب ۱۳۵۷ بسیار پررنگ بود. در این دوران همافران درهای اسلحه خانه‌ها را به روی مردم باز کردند و مردم مسلح شده و توانستند در مقابل گارد شاهنشاهی ایستادگی کنند. همچنین همافران در پایگاه‌های تهران، همدان و مشهد بارها دست به شورش زدند که خود موجب تحریک مردم آن شهرها شد.

## پیش‌زمینه
به گفته نورشاهی یکی از این همافران، سید محمود طالقانی در دیداری در آن روزها به آنان توصیه کرده‌بود که دست به کار ویژه‌ای برای انقلاب بزنند و این صحبت‌ها برایشان «یک نوع حرکت روانی و کار تهییج‌کننده» بود.

## واکنش‌ها
پس از چاپ عکس در روزنامه کیهان، دولت شاپور بختیار این عکس را مونتاژشده خواند و آن را تکذیب کرد. روابط عمومی ستاد بزرگ‌ارتشتاران، با استناد به اظهارات فرمانده نیروی هوایی و نخست‌وزیری آن را تکذیب کرد. بختیار در ۲۱ بهمن، با حضور در مجلس سنا شخصاً این عکس را دروغین نامید. اما خمینی صحت آن را تأیید کرد. عکاس نیز تحت پیگرد قرار گرفت.
دولت برای شناسایی افراد حاضر در این مراسم تلاش کرد، اما موفق نشد.